# 奧穆特寧斯克
58°40′N 52°11′E / 58.667°N 52.183°E

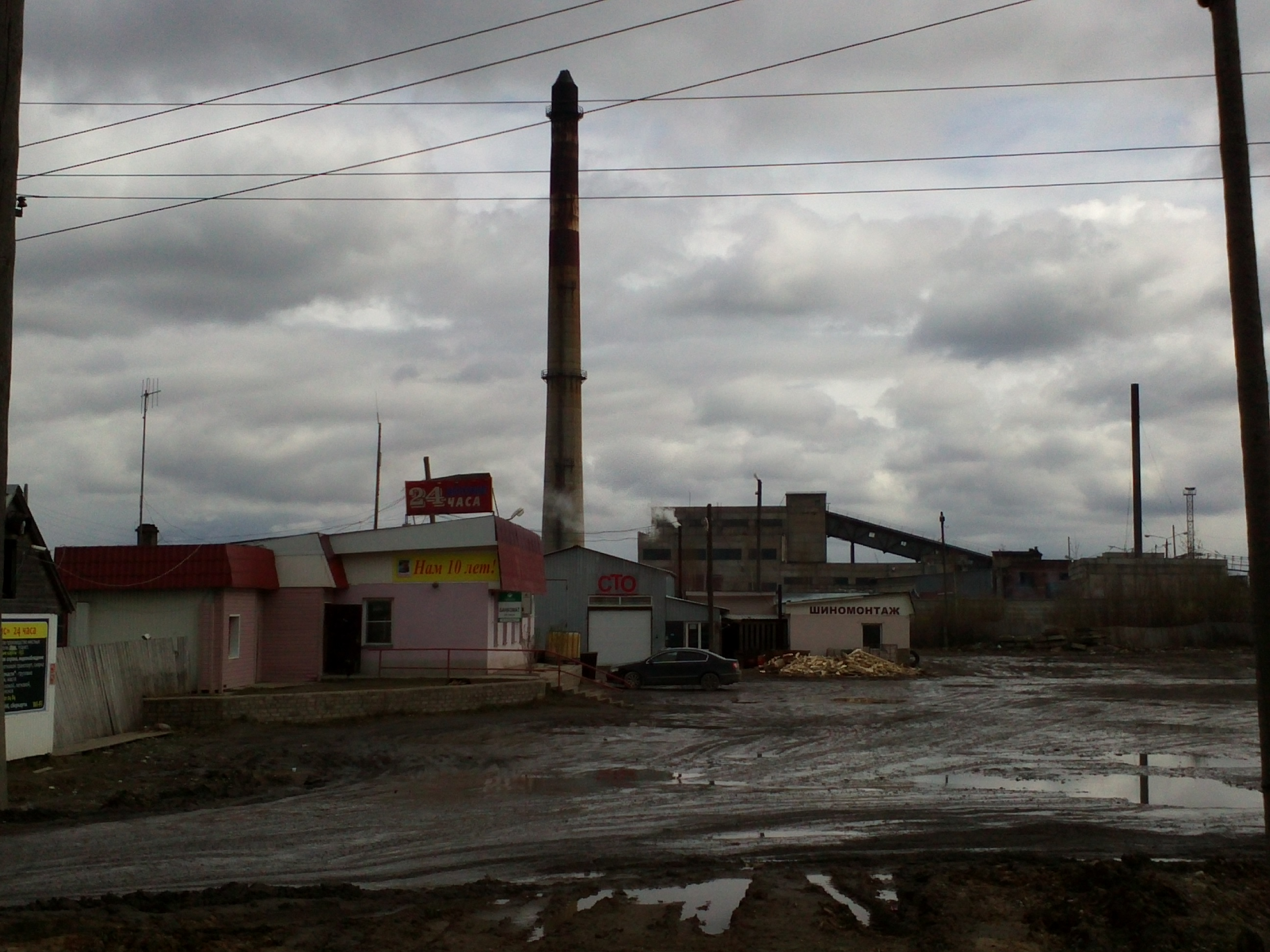
Омутнинск

奧穆特寧斯克（俄语：Омутнинск）是俄羅斯基洛夫州東部的一個城市，位於韋利卡亞河畔。2002年人口26,056人。
1773年建立，1921年建市。